# 輿塚古墳
輿塚古墳（こしづかこふん）は、兵庫県たつの市御津町黒崎にある古墳。形状は前方後円墳。兵庫県指定史跡に指定されている。

## 概要
兵庫県南部、揖保川河口付近の右岸にある基山の山上に築造された大型前方後円墳である。これまでに工事に伴い墳丘の多くが失われている。
墳形は前方後円形で、前方部を南方に向けるが、前方部の大半と後円部裾部は削平を受けている。墳丘は3段築成。墳丘長は約110メートルを測るが、これは兵庫県では第5位の規模になる。墳丘外表では葺石・埴輪が検出されている。埋葬施設は、後円部において墳丘主軸と平行する長大な竪穴式石室（長さ約6メートル）であるが、破壊により詳細は明らかでない。
この輿塚古墳は、古墳時代前期の4世紀中頃の築造と推定される。揖保川流域を代表する首長墓に位置づけられるほか、築造の背景には瀬戸内海の海上交通との関わりが指摘される古墳になる。
古墳域は1965年（昭和40年）に兵庫県指定史跡に指定されている。

## 墳丘
墳丘の規模は次の通り（削平前の計測値）。
- 墳丘長：約110メートル
- 後円部 - 3段築成。
  - 直径：約60メートル
  - 高さ：約10メートル
- 前方部 - 3段築成。
  - 幅：約36メートル

## 文化財

### 兵庫県指定文化財
- 史跡
  - 輿塚古墳 -  1965年（昭和40年）3月16日指定[1]。